# 汪龍岡
汪度涵（？—？），字萬川，號龍岡，清朝桐城派人物。

## 生平
1735年，19歲，進入新息鄉里的學校，旋即考中舉人。1736年，會試落榜。1765年，被揀選為合浦知縣。1766年，正式上任為合浦知縣。1768年，在金川用兵得當，並因此記一次軍機大功，任海防同知一職。1771年，因個性耿直，卸任合浦縣知縣返鄉，由直隸人宋蘭新接任，此後二十餘年再無官名。享年78歲。